# スーパーカドイケ
スーパーカドイケは、静岡県沼津市に本社を置く株式会社カドイケが、静岡県東部地区に基盤を置いて展開するスーパーマーケット。社名は付近にある門池からとった。CGCグループに加盟している。

## 店舗
- 本店 （沼津市大岡門池）
- 清水町徳倉店 （清水町徳倉）
- 三島田町店 （三島市北田町）
- 三島青木店 （三島市青木）
- 中伊豆店 （伊豆市城） - 旧・あっぱれ市場中伊豆店
- 裾野御宿店 （裾野市御宿）